# Otauli
Rahimjon Otaev (Otauli) (n. 1949, în satul Chipon din Turkistan) este un scriitor și traducător uzbec.